# Città di Sassari
Il Città di Sassari è stato un incrociatore ausiliario della Regia Marina, già piroscafo passeggeri per le Ferrovie dello Stato.

## Storia
Costruita tra il 1909 ed il 1910, la nave era in origine un elegante piroscafo postale delle Ferrovie dello Stato ed avrebbe dovuto chiamarsi Maddalena, ma il nome venne cambiato in Città di Sassari immediatamente dopo il varo. Dopo il viaggio inaugurale compiuto nel luglio 1910 sulla rotta da Napoli a Palermo, il piroscafo venne destinato alla linea postale che collegava Civitavecchia ad Olbia e Golfo Aranci. 
Prima ancora dell'entrata dell'Italia nella prima guerra mondiale, il Città di Sassari si ritrovò coinvolto in una vicenda bellica: nella notte del 6 gennaio 1915, infatti, il piroscafo, in navigazione da Civitavecchia a Golfo Aranci, fu fermato ed ispezionato dal cacciatorpediniere francese La Hire che “prelevò” trenta passeggeri tedeschi.
Ventiquattro giorni più tardi il piroscafo fu invece protagonista di una vicenda di natura differente, quando cioè, al comando del cavalier Repetto, raggiunse Civitavecchia in orario nonostante una violenta mareggiata.
Nel gennaio 1916, diversi mesi dopo l'ingresso dell'Italia nel primo conflitto mondiale, il Città di Sassari venne requisito dalla Regia Marina, armato ed iscritto nel ruolo del naviglio ausiliario dello Stato quale incrociatore ausiliario, destinato alla scorta dei convogli ed al trasporto di truppe.
Il 25 febbraio 1916 l'incrociatore ausiliario (al comando del capitano di fregata Accame), insieme all'ariete torpediniere Puglia, giunse nella baia di Durazzo ed iniziò a bombardare con le proprie artiglierie le truppe austroungariche in avanzata, che stavano per occupare il porto albanese, in via di abbandono. Lo stesso giorno il Città di Sassari ripartì da Durazzo insieme ad altri quattro incrociatori e vari cacciatorpediniere e scortò in Italia, nonostante il maltempo, un convoglio carico di truppe italiane in ritirata da Durazzo. Il 26 febbraio la nave (insieme all'esploratore Libia, agli incrociatori ausiliari Città di Catania e Città di Siracusa ed all'anziano incrociatore torpediniere Agordat), ritornata a Durazzo e postasi alla fonda, bombardò anche le postazioni avversarie a Capo Bianco, Rasbul, quota 200, nonché le alture dei dintorni, la diga e la strada per Tirana, sempre nell'ambito delle operazioni di evacuazione di Durazzo.
Verso la metà del 1916 l'unità venne destinata al gruppo incrociatori ausiliari del 1º Nucleo di Brindisi, insieme alle unità Città di Cagliari, Città di Siracusa, Città di Catania e Città di Messina.
Alle quattro del mattino del 1º dicembre 1917 il Città di Sassari lasciò Villefranche al comando del capitano di corvetta Guido del Greco, di scorta ai piroscafi Polinesia, Norden e Villa de Soller. Alle 11.20 dello stesso giorno il convoglio, mentre era in navigazione tra Ceriale e Loano, venne attaccato dal sommergibile austroungarico U 64. Centrato da un siluro in sala macchine, all'altezza delle caldaie, il Città di Sassari affondò nel giro di alcuni minuti. Probabilmente l'U 64 accelerò l'affondamento dell'unità esplodendo contro di essa alcune cannonate.
Dell'equipaggio del Città di Sassari risultarono dispersi quattro uomini (il fuochista A. Araldi, gli allievi fuochisti S. Canatiello e D. Garofalo ed il capitano medico di complemento G. Garretti), che si trovavano nella zona in cui colpì il siluro e rimasero uccisi dallo scoppio (per altra fonte il capitano medico Garretti avrebbe perso la vita nell'affondamento, dopo aver prestato la sua opera di medico per i feriti), mentre gli altri 168 membri dell'equipaggio riuscirono ad abbandonare la nave sulle scialuppe prima che affondasse. Otto di questi riuscirono a raggiungere Borghetto Santo Spirito, mentre gli altri 160 vennero recuperati dal cacciatorpediniere Granatiere e sbarcati a Savona.
Tra il primo dopoguerra ed il 1955 il relitto dell'incrociatore ausiliario venne semidistrutto con gli esplosivi, per poterne recuperare quanto più metallo possibile. Quanto resta della nave (sostanzialmente poco più dell'ossatura dello scafo, con la parte poppiera meno danneggiata) giace su fondali compresi tra i 25 ed i 28 metri di profondità, in posizione 44° 06' 350" N e 8° 15' 265" E (per altra fonte 44° 05' 96" N e 8° 15' 30" E), al largo di Borghetto Santo Spirito.